# 奥尔加·米哈乌凯维奇
奥尔加·米哈乌凯维奇（波蘭語：Olga Michałkiewicz，1994年7月26日—），波兰女子赛艇运动员。她曾代表波兰参加世界赛艇锦标赛，获得一枚银牌。她也曾参加2020年夏季奥林匹克运动会。